# Germagnat
Germagnat – miejscowość i dawna gmina we Francji, w regionie Owernia-Rodan-Alpy, w departamencie Ain. W 2013 roku liczba ludności wynosiła 151 mieszkańców.
W dniu 1 stycznia 2017 roku z połączenia dwóch ówczesnych gmin – Chavannes-sur-Suran oraz Germagnat – utworzono nową gminę Nivigne-et-Suran. Siedzibą gminy została miejscowość Chavannes-sur-Suran.